# Schweizer SGS 2-8
El Schweizer SGS 2-8 fue un planeador estadounidense de entrenamiento biplaza y de ala media arriostrada por soportes, construido por Schweizer Aircraft de Elmira (Nueva York).
El 2-8 fue conocido originalmente como "Schweizer Two-Place" (biplaza) cuando voló por primera vez en junio de 1938. Cuando comenzó la Segunda Guerra Mundial, el 2-8 se convirtió en entrenador militar para el Ejército, Armada y Cuerpo de Marines estadounidenses, y todos los aviones existentes fueron requisados y puestos al servicio de los militares. Tras la guerra, se vendieron como excedentes y rápidamente se convirtieron en objetos cotizados en el vuelo sin motor civil gracias a su fortaleza estructural, ligereza y robusto diseño enteramente metálico. El 2-8 se convirtió en uno de los más populares entrenadores de posguerra en los Estados Unidos.

## Diseño y desarrollo
Durante los años 20 y 30, el vuelo sin motor era autodidacta o se enseñaba en planeadores monoplazas. A menudo, el instructor entrenaba al alumno mediante señales manuales desde el automóvil que remolcaba al planeador y lo ponía en el aire. A mediados de los años 30, los beneficios de tener un planeador biplaza para entrenamiento empezaron a ser reconocidos por los instructores de planeadores.
Se mostraron varios diseños biplaza en los Estados Unidos, incluyendo el Gross Sky Ghost en 1932, el Funk y el Bowlus-DuPont biplazas, volando ambos por primera vez en 1933.
A finales de 1937, el Airhoppers Gliding Club de Long Island, Nueva York, contactó con los hermanos Schweizer en relación con el diseño de un planeador biplaza de la marca, específico para realizar tareas de entrenamiento.
La Schweizer Metal Aircraft Company construyó el prototipo del 2-8 durante el invierno de 1937-38. El avión se completó y voló por primera vez en junio de 1938, a tiempo para volar en los Campeonatos Nacionales de Vuelo sin Motor de los Estados Unidos.
La primera docena de 2-8 entregada fue a clubes y particulares y eran aviones no certificados en ese momento. Un 2-8 fue ordenado por la Sociedad de Vuelo sin Motor de América (SSA) para que lo usara su gerente general, Henry Wightman, y voló desde el área de Washington D. C.
En el momento de la venta a la SSA, Bob McDowell, el abogado que certificó ante notario la factura de venta, indicó a los hermanos Schweizer que deberían trasladar sus operaciones manufactureras fuera del granero de su padre y relocalizarlas en al área de Elmira (Nueva York). Los Schweizer recibieron la sugerencia positivamente, ya que necesitaban más espacio para producir planeadores, pero no tenían dinero con el que realizar el traslado. McDowell convenció a Elmira Industries Inc, la corporación local de desarrollo mercantil, para que proporcionara espacio para los Schweizer en el segundo piso del Elmira Knitting Mill Building, a cambio de una participación en la compañía. Esto resultó en que la Schweizer Metal Aircraft Company se convirtiera en la Schweizer Aircraft Corporation, con una venta de participaciones a Elmira Industries, hombres de negocios locales y pilotos de vuelo sin motor.
Las órdenes de 2-8 provinieron de un grupo de empleados de Bell Aircraft, un grupo juvenil, una serie de escuelas de vuelo, así como de varios particulares.
El 2-8 recibió el certificado GTC 5 el 28 de junio de 1940.
Actualmente, el certificado de tipo está en poder de K & L Soaring de Cayuta, Nueva York. K & L Soaring proporciona todas las partes y da asistencia a la línea de planeadores Schweizer.
Los aviones fabricados se denominan SGS 2-8, mientras que los ensamblados desde kits de fábrica se denominan SGS 2-8A.
El 2-8 tiene un fuselaje de tubos de acero soldados recubierto de tela de aviación. Las alas de aluminio presentan un ensamblaje con tornillos PK autorroscantes y muy pocos remaches.

## Historia operacional

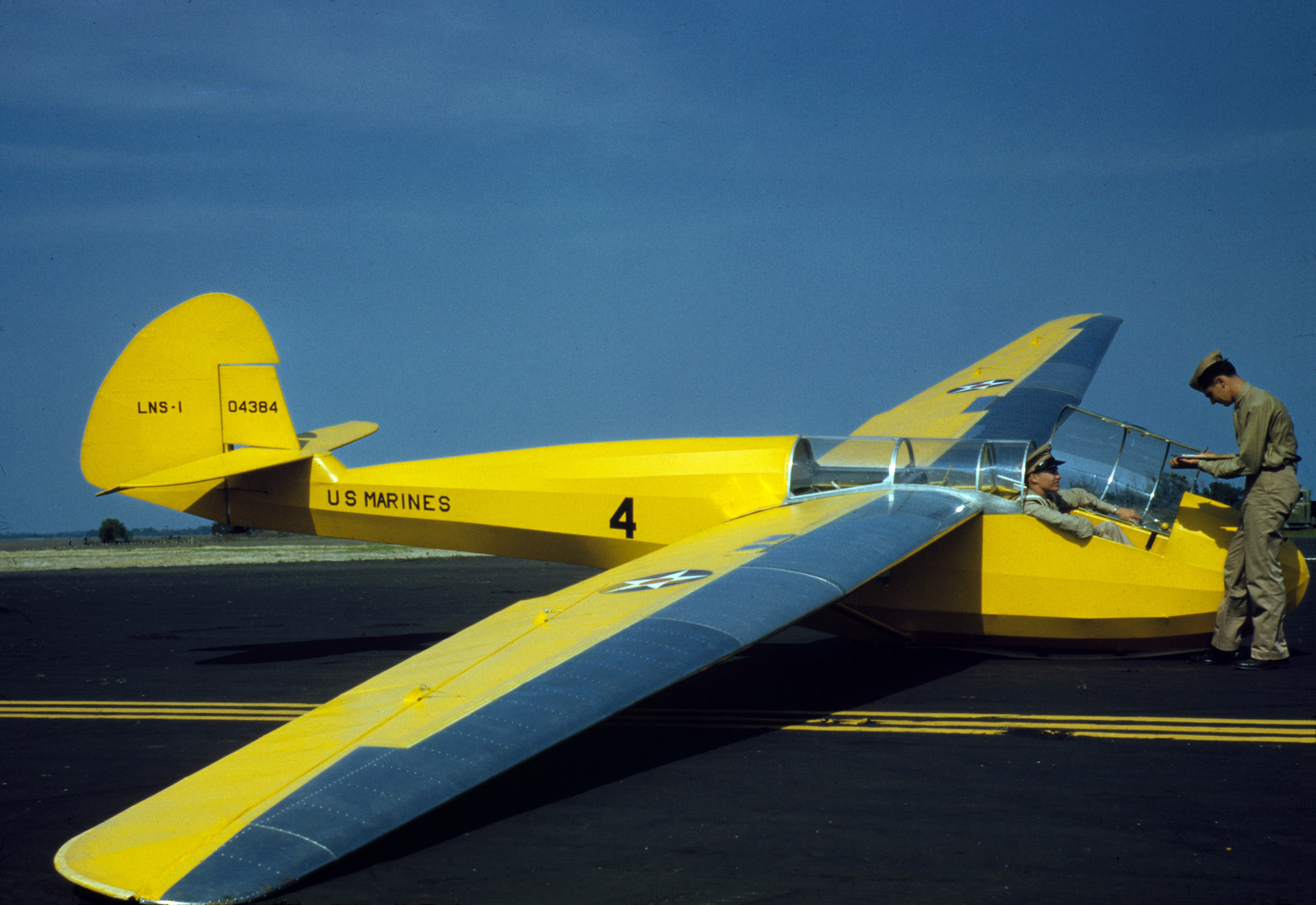
LNS-1 en Parris Island, 1942.

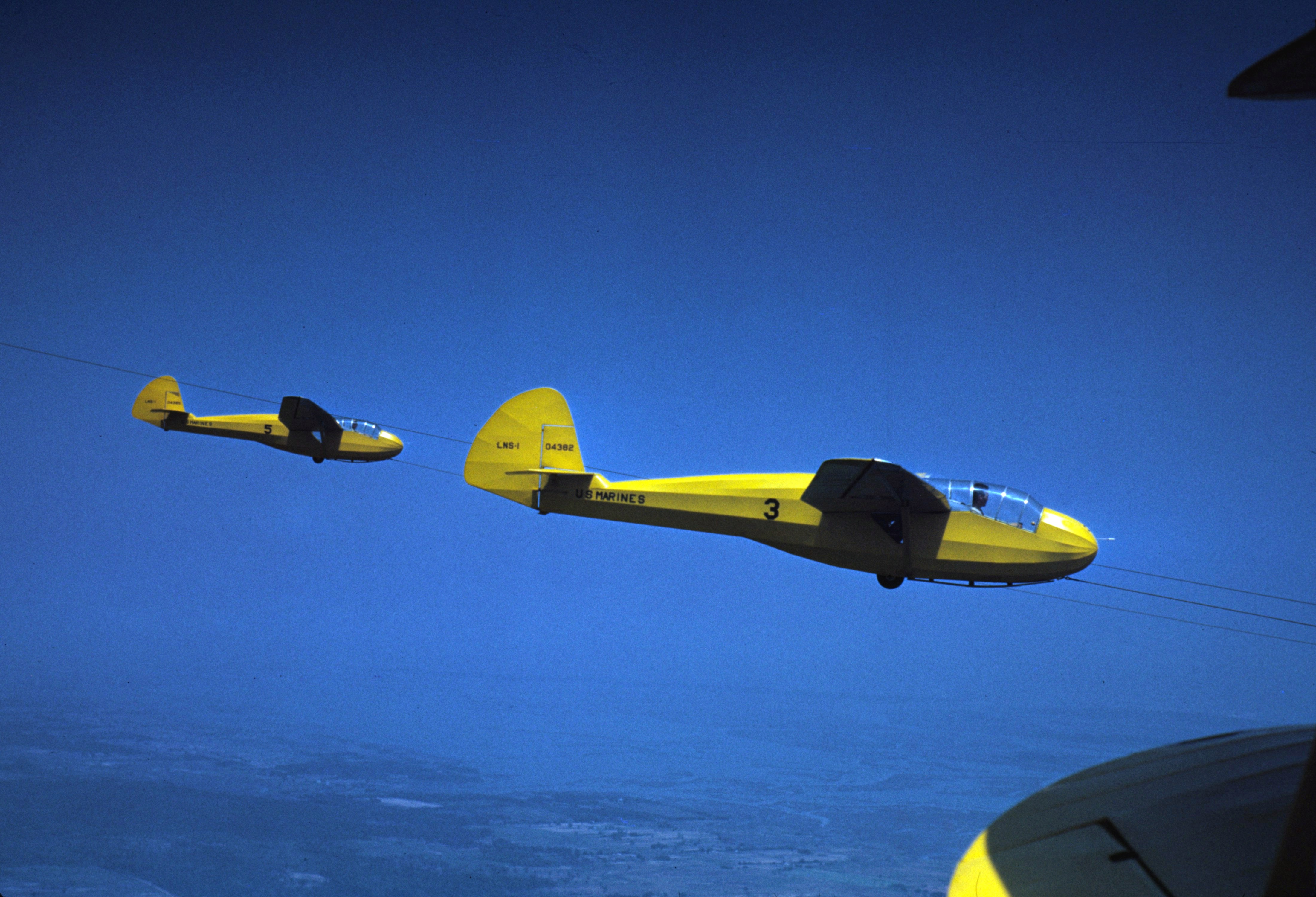
Se usaron entrenadores N3N Canary para remolcar tres LNS-1.

En abril de 1941, los Schweizer fueron contactados por las Fuerzas Aéreas del Ejército de los Estados Unidos. Las USAAF, impresionadas por el uso de planeadores por parte de la Luftwaffe en la captura de la fortaleza belga de Eben-Emael durante la campaña del verano anterior, había decidido comenzar un programa de entrenamiento de pilotos de planeadores. Las USAAF tenían la necesidad de planeadores y los Schweizer ofrecieron el SGS 2-8 como el avión ideal para la tarea.
El 10 de agosto de 1941, las AAF emitieron un comunicado acerca de la adquisición del 2-8:
```
"Lo que probablemente sea un récord en adquisiciones fue establecido en el caso del contrato con la Schweizer Aircraft Corporation de Elmira, Nueva York. Este contrato, que cubre los requerimientos de Clase 2 del CAA por tres planeadores biplaza del requerimiento, con ciertas modificaciones, fue firmado en Washington DC el 27 de junio de 1941. El primer planeador del contrato realizó su primer vuelo de pruebas el 2 de julio, en el 
Big Flats Airport
, Elmira, Nueva York, y está actualmente en Wright Field."
[
7
]
```

En la primera parte de 1942, el Teniente General William S. Knudsen de la Oficina de Producción Bélica realizó una inspección de la fábrica Schweizer, todavía localizada en la segunda planta del Elmira Knitting Mill. Observó la anticuada planta y dio instrucciones a los Schweizer para que "salieran de allí". Fue crucial en el traslado de la línea de producción del 2-8 a una nueva planta construida para Schweizer Aircraft por la Corporación de Plantas de Defensa en el próximo a ser completado Chemung County Airport.
La Armada y el Cuerpo de Marines estadounidenses también ordenaron el 2-8 como planeador de entrenamiento.
Debido a que el 2-8 estaba fabricado de aluminio y acero, declarados ambos como "materiales estratégicos", se necesitaba un diseño de reemplazo. Los Schweizer diseñaron el SGS 2-12 como una versión en madera del 2-8, incorporando algunas mejoras, como un ala baja cantilever que mejoraba la visibilidad del instructor. El 2-12 sucedió al 2-8 en la producción y se produjeron 114 ejemplares con la designación TG-3A.

### Competiciones y récords

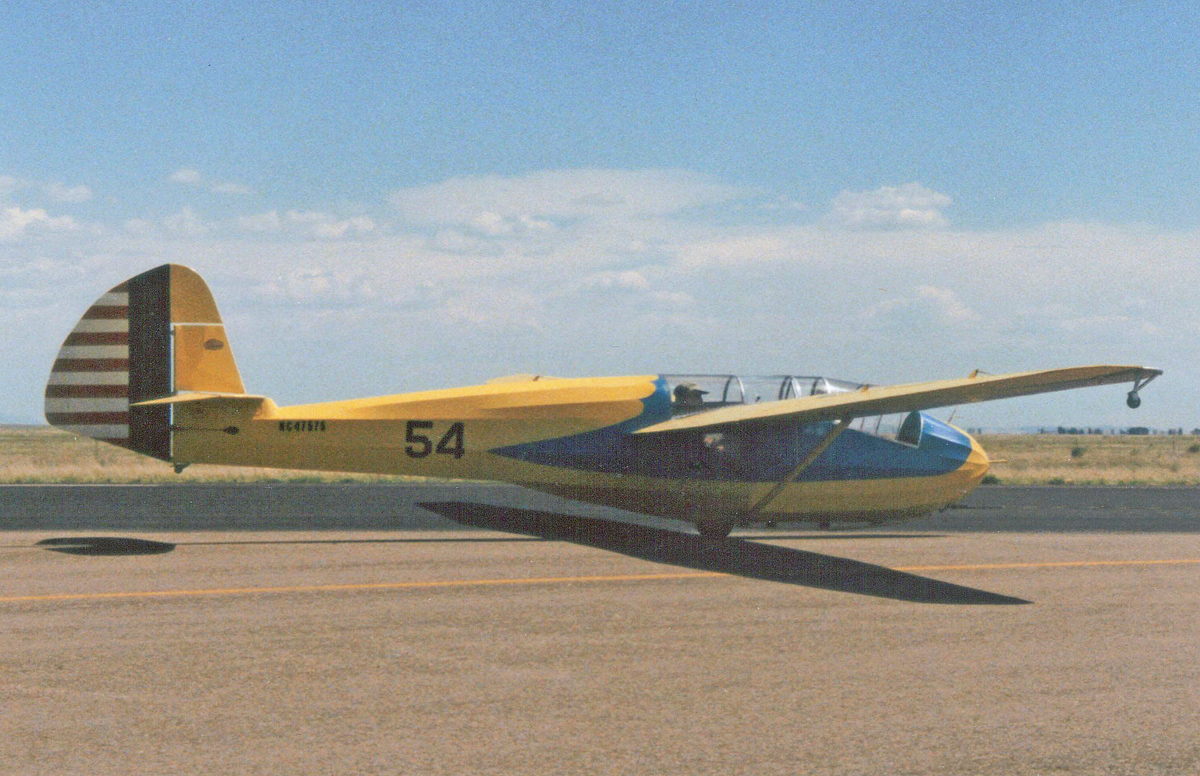
Schweizer TG-2 (SGS 2-8) ex USAAF compitiendo en un evento de planeadores antiguos en Moriarty (Nuevo México) en 1997.

La distancia de vuelo en el 2-8 es un desafío, dado su régimen de planeo de 23:1 y su límite de velocidad de justo 117 km/h. Los SGS 2-8 volaron en varias competiciones nacionales estadounidenses y ostentaron una serie de récords a la vez.
Las marcas conseguidas incluyen un vuelo desde Elmira, Nueva York, hasta Washington D. C., una distancia de 373 km volada por Bob Stanley y Ernie Schweizer.
Dick Johnson estableció un récord de distancia de 499 km en un 2-8.
En mayo de 2008, todavía había 23 SGS 2-8 registrados en los Estados Unidos, junto con un 2-8A.

## Variantes
SGS 2-8
El modelo básico producido en fábrica fue designado como SGS 2-8.
SGS 2-8A
Los SGS 2-8 ensamblados desde kits de fábrica fueron aceptados como aviones certificados y fueron designados como SGS 2-8A. Por lo demás eran idénticos a los 2-8.
TG-2
A la versión de producción del 2-8 para las Fuerzas Aéreas del Ejército estadounidense se le dio la designación militar de TG-2, que indicaba "Training Glider 2" (Planeador de Entrenamiento 2).
TG-2A
La designación TG-2A fue aplicada a versiones civiles del 2-8 producidas previamente, que fueron puestas en servicio con las USAAF. Los militares rastrearon todos los 2-8 en los Estados Unidos y los compraron a sus propietarios civiles para usarlos en el entrenamiento militar.
LNS-1
La versión de producción construida para la Armada y los Marines estadounidenses fue designada como LNS-1.

## Operadores
Estados Unidos
- Fuerzas Aéreas del Ejército de los Estados Unidos
- Armada de los Estados Unidos
- Cuerpo de Marines de los Estados Unidos

## Supervivientes
Existe un 2-8, N10VV, en el National Soaring Museum y tres ejemplares de LNS-1, en préstamo al National Warplane Museum, al Marine Corps Air-Ground Museum en Quantico (Virginia), y al National Naval Aviation Museum en Pensacola, Florida.

## Especificaciones
Referencia datos: Jane's all the World's Aircraft 1947

### Características generales
- Tripulación: Dos (instructor y alumno)
- Longitud: 7,7 m (25,3 ft)
- Envergadura: 15,9 m (52 ft)
- Altura: 2,1 m (6,9 ft)
- Superficie alar: 19,9 m² (214,2 ft²)
- Perfil alar: NACA 4412
- Peso vacío: 209 kg (460,6 lb)
- Peso cargado: 390 kg (859,6 lb)
- Alargamiento alar: 12:6
- Máximo régimen de planeo: 24:1 a 68 km/h
- Vel. máx. de lanzamiento con cabrestante: 87 km/h

### Rendimiento
- Velocidad máxima operativa (Vno): 116 km/h (72 MPH; 63 kt) (remolcado)
- Velocidad de entrada en pérdida (Vs): 48 km/h (30 MPH; 26 kt)
- Carga alar: 19,6 kg/m² (4 lb/ft²)

## Aeronaves relacionadas

### Secuencias de designación
- Secuencia Numérica (interna de Schweizer): ← 1-3 - 1-6 - 1-7 - 2-8 - 9-10 - 15-11 - 2-12 →
- Secuencia TG-_ (Planeadores de Entrenamiento del USAAC/USAAF, 1941-1948): TG-1 - TG-2 - TG-3 - TG-4 - TG-5 →
- Secuencia LN_S (Planeadores de Entrenamiento de la Armada estadounidense, 1941-1945 (Schweizer, 1941)): LNS